# Мітчелл Вайзер
Мітчелл Вайзер (нім. Mitchell Weiser, нар. 21 квітня 1994, Тройсдорф) — німецький футболіст, правий захисник клубу «Вердер».
Виступав, зокрема, за «Баварію», з якою виграв ряд національних та міжнародних трофеїв, але основним гравцем не став, а також молодіжну збірну Німеччини, з якою став чемпіоном Європи у 2017 році.

## Клубна кар'єра
Народився 21 квітня 1994 року в місті Тросдорф в родині німецького футболіста Патріка Вайзера і розпочав займатись футболом у «Айнтрахті» (Вельтенгоф). А 2005 року, разом із батьком перейшов у «Кельн», де став виступати в дитячій команді. Свій перший кубок він завоював з командою до 17 років у 2011 році. У сезоні 2011/12 в молодіжній команді «Кельна» він забив 11 м'ячів і зробив 23 гольові передачі, зробивши, таким чином, свій внесок за перемогу команди в чемпіонаті.
Дебютував за першу команду у Бундеслізі 25 лютого 2012 року в грі проти «Баєра 04», ставши наймолодшим гравцем клубу за його історію, Мітчелл замінив на 74-й хвилині гри свого колегу Мато Яяло.

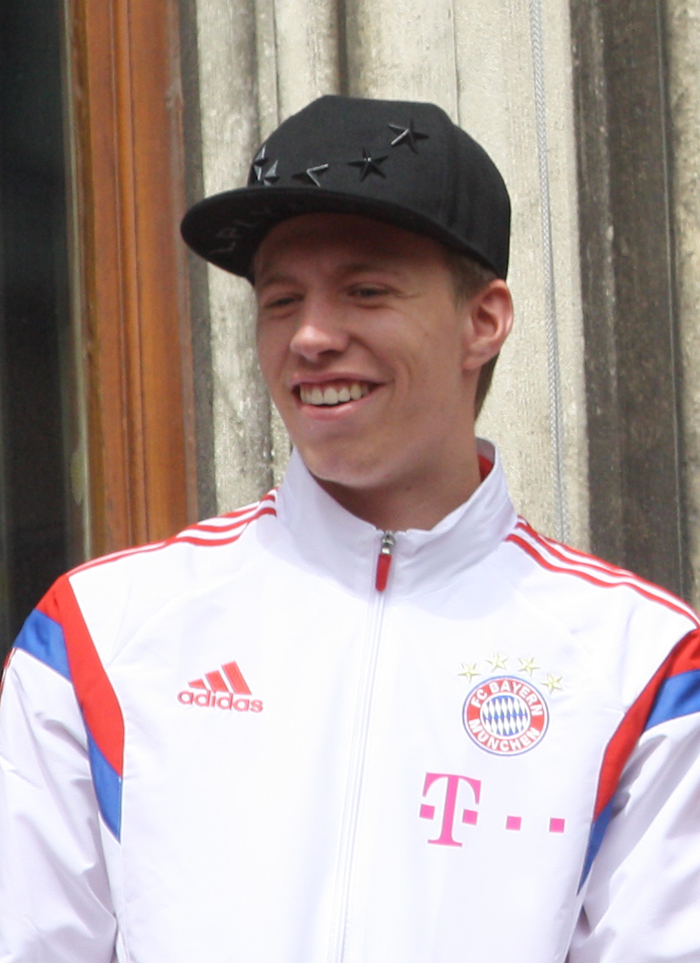
Мітчелл Вайзер під час виступів за «Баварію». 2014 рік.

1 червня 2012 року Вайзер підписав трирічний контракт з мюнхенською «Баварією». За дубль баварців цього клубу Вайзер забив 1 гол в 9 матчах. У чемпіонаті країни Мітчеллу Вайзеру зіграти тоді не довелося, проте він вийшов на поле в матчі Кубка Німеччини з «Кайзерслаутерном». Він замінив Рафінью, який отримав травму. 2 січня 2013 він був відданий в оренду все тому ж «Кайзерслаутерну», що знаходився в Другій Бундеслізі, до кінця сезону, за який забив 2 голи в 13 матчах. Дебют в стані «червоних чортів» відбувся 4 лютого 2013 року у зустрічі з клубом «Мюнхен 1860», яка закінчилася з рахунком 1:0. Вийшов у стартовому складі і залишав у 86 хвилині (за нього з'явився Флорян Рідел).
Після повернення в стан «червоно-білих» в сезоні 2013/14 Вайзер забив свій перший гол за баварців, сталося це в грі Кубка Ауді-2013 проти бразильського «Сан-Паулу». 5 листопада 2013 року Мітчелл дебютував за мюнхенську «Баварію» у грі групового етапу Ліги чемпіонів 2013/14 проти пльзенської «Вікторії», вийшовши на заміну замість Маріо Гетце на 87-й хвилині. 5 квітня 2014 року Вайзер вперше в кар'єрі вийшов в баварській формі в матчі Бундесліги проти «Аусбурга» (0:1). У тій грі «Баварія» програла вперше за 53 матчі в Бундеслізі (з жовтня 2012 року). 21 лютого 2015 року у матчі проти «Падерборна 07» (6:0) Вейзер на 78-й хвилині забив свій перший гол у Бундеслізі.
17 червня 2015 року Вайзер на правах вільного агента перейшов у берлінську «Герту». За столичну команду Мітчелл провів наступні три сезони у Бундеслізі, а 8 травня 2018 року «Баєр 04» оголосив, що з 1 липня Вайзер стає футболістом фармацевтів, підписавши з гравцем 5-річний контракт. Станом на 8 грудня 2018 року відіграв за команду з Леверкузена 11 матчів в національному чемпіонаті. На умовах оренди виступав за «Вердер», у 2022 році Мітчелл підписав повноцінний контракт з бременцями.

## Виступи за збірні
У збірній Німеччини до 16 років Вайзер дебютував 10 липня 2010 року в матчі з Кіпром (6:0). Перший гол Мітчелл забив у збірній до 17 років 4 вересня 2010 року з Азербайджаном. З цією командою у 2011 році став фіналістом юнацького чемпіонату Європи та бронзовим призером юнацького чемпіонату світу. Після хороших ігор на цьому чемпіонаті світу, де Вайзер забив 3 голи у 6 іграх, його почали порівнювати з Дані Алвесом.
29 лютого 2012 року він дебютував у збірній U-18 у матчі з Нідерландами. Це був його перший і останній матч у цій збірній.
6 вересня 2013 року він зіграв перший матч у молодіжній команді до 20 років проти Польщі. Другий матч у цій збірній він зіграв 10 жовтня 2013 року з Туреччиною. Третій матч відбувся через два дні з Нідерландами. Четвертою грою в цій команді став матч 14 жовтня 2013 року з Чехією, а п'ятий і останній матч відбувся 15 квітня 2014 року з Італією.
З 2015 року став виступати у складі молодіжної збірної Німеччини до 21 року, з якою пройшов на молодіжний чемпіонат Європи 2017 року у Польщі. На турнірі був основним гравцем, а у фінальній грі проти Іспанії забив єдиний гол у матчі, принісши своїй команді золоті нагороди турніру. Всього на молодіжному рівні зіграв у 17 офіційних матчах, забив 1 гол.

## Титули і досягнення
- Чемпіон Німеччини (2):

«Баварія»: 2013–14, 2014–15
- Володар Кубка Німеччини (1):

«Баварія»: 2013–14
- Володар Суперкубка Німеччини (1):

«Баварія»: 2012
- Володар Суперкубка УЄФА (1):

«Баварія»: 2013
- Клубний чемпіон світу (1):

«Баварія»: 2013
Збірні
- Чемпіон Європи (U-21): 2017